# Flandy Limpele
Flandy Limpele (Manado, 9 de fevereiro de 1974) é um jogador de badminton indonésio, medalhista olímpico, especialista em duplas.

## Carreira
Flandy Limpele representou seu país nos Jogos Olímpicos de Verão de 1996 a 2008, conquistando a medalha de bronze, nas duplas em 2004, com a parceria de Eng Hian.